# Piz Nair (Oberalp)
Piz Nair är en bergstopp i Schweiz.   Den ligger i kantonen Uri, i den centrala delen av landet, 100 km öster om huvudstaden Bern. Toppen på Piz Nair är 3 059 meter över havet, eller 217 meter över den omgivande terrängen. Bredden vid basen är 1,2 km.
Terrängen runt Piz Nair är huvudsakligen mycket bergig. Närmaste större samhälle är Erstfeld, 14,0 km norr om Piz Nair. 
Trakten runt Piz Nair består i huvudsak av gräsmarker. Runt Piz Nair är det glesbefolkat, med 11 invånare per kvadratkilometer.